# Verflucht in alle Ewigkeiten
Verflucht in alle Ewigkeiten (Originaltitel: From Where to Eternity) ist die zweiundzwanzigste Folge der HBO-Serie Die Sopranos, die am 30. Januar 2000 erstmals ausgestrahlt wurde. Sie ist die neunte Episode der zweiten Staffel.

## Hauptfiguren
- James Gandolfini als Tony Soprano
- Lorraine Bracco als Dr. Jennifer Melfi
- Edie Falco als Carmela Soprano
- Michael Imperioli als Christopher Moltisanti
- Vincent Pastore als Pussy Bonpensiero
- Steven Van Zandt als Silvio Dante
- Tony Sirico als Paulie Gualtieri
- Robert Iler als Anthony Soprano, Jr.
- Jamie-Lynn Sigler als Meadow Soprano
- Drea de Matteo als Adriana La Cerva
- David Proval als Richie Aprile
- Aida Turturro als Janice Soprano

### Nebenrollen
- Jerry Adler als Hesh Rabkin
- Peter Bogdanovich als Dr. Elliot Kupferberg
- Lillo Brancato als Matt Bevilaqua
- Louis Lombardi als Agent Skip Lipari
- Brian Aguiar als Jimmy
- Seth Barrish als Doktor
- James Sioutis als Detective Nr. 1
- Michael Cannis als Detective Nr. 2
- Tom Cappadona als Daniel King
- Nancy Cassaro als Joanne Moltisanti
- Scottie Epstein als Quickie G
- John Christopher Jones als Kevin Cullen
- Peter McRobbie als Pater Felix
- Judy Reyes als Michelle
- Lisa Valens als Felicia Anne
- Maureen Van Zandt als Gabriella Dante
- Gameela Wright als Krankenschwester

## Handlung
Christopher hat den Mordanschlag durch Gismonte und Bevilaqua knapp überlebt. Er war aber eine ganze Minute lang klinisch tot. Carmela Soprano betet zu Jesus Christus für die Genesung Christophers. Als er wieder aufwacht, erzählt er davon, dass er in der Hölle war. Dort traf er seinen Kumpel Brendan Filone und dessen Mörder Mikey Palmice. Beide sind mittlerweile befreundet und sitzen in einem Irish Pub, wo jeden Tag Saint Patrick’s Day ist. Sie teilten Christopher eine Nachricht für Tony und Paulie mit: „Drei Uhr“.
Tony hält Christophers Geschichte für Blödsinn, während Paulie von der Nachricht besessen ist. Paulie erzählt Christopher, dass es sich vielleicht nur um die (katholische) Vorhölle handeln würde und nicht die endgültige Hölle. Nachts um drei wacht er jetzt jedes Mal in Panik auf und treibt damit seine aktuelle Freundin in den Wahnsinn. Die empfiehlt ihm ein Medium zu besuchen. Paulie hatte regelmäßig Geld an die Kirche gespendet und dachte, dass ihn das vor dieser Panik bewahren wurde. Wütend stellt er die Spenden ein.
Carmela erfährt von Gabriella Dante, dass ein bekannter Mafioso, Ralphie Rotaldo, ein Baby mit seiner Geliebten hat. Tony und Carmela haben anschließend einen heftigen Ehestreit, als sie Tony vorschlägt, er solle sich einer Vasektomie unterziehen. Sie wolle nicht, dass er ein Bastardkind in die Welt setze. Außerdem hatte Tony ihr erzählt, Christopher sei in den Himmel gereist und nicht in die Hölle. Danach streitet sich Tony noch mit A.J. und entschuldigt sich später. Carmela verwirft die Idee der Vasektomie später und sie sagt, sie wolle ihm vertrauen und vielleicht noch ein drittes Kind.
Big Pussy Bonpensiero hat Angst davor, dass Tony hinter seine Zusammenarbeit mit dem FBI kommen könnte. Pussy versucht Tonys Zuneigung dadurch zu gewinnen, dass er Matthew Bevilaqua fängt. Er findet ihn in Hacklebarney State Park im Chester Township, New Jersey in der Nähe eines Hauses, wo George Washington geschlafen hatte. Pussy ruft Tony und die beiden foltern Matt. Tony erzählt ihm dann er solle sich keine Sorgen mache, solange er auspacke. Ihm werde dann nichts geschehen. Matt sagt, dass er von dem Anschlag wusste, aber Sean Gismonte alleinig verantwortlich war. Abredewidrig kündigt Tony ihm die Ermordung an und nachdem Matt nach seiner Mutter geschrien hat, durchsieben Tony und Pussy Matt förmlich mit Kugeln.
Tony und Pussy gehen danach in das Steakhouse, in dem sie damals nach Tonys ersten Mord gefeiert hatten. Beide albern herum und dann sprechen sie über Gott. Pussy sagt, dass er an Gott glaube und dieser großzügig zu ihm gewesen war. Beide toasten sich zu.

## Erster Auftritt
- Joanne Moltisanti: Witwe von Richard Moltisanti und Christoper Moltisantis Mutter.

## Verstorben
- Matthew Bevilaqua: Von Tony und Pussy aus Rache für den Mordanschlag auf Christopher mit 21 Schüssen ermordet.

## Titel
- Der Titel heißt im Original From Where to Eternity, ähnlich wie der klassische Film (From here to Eternity), der im Deutschen als Verdammt in alle Ewigkeit übersetzt wurde. Wörtliche Übersetzung wäre von wo in die Ewigkeit, die eine Anspielung auf Christophers Kurzreise ins Jenseits ist.

## Produktion
- Die Episode wurde als achte gedreht, ist aber die neunte der Staffel.
- Es ist die erste Episode, die von Michael Imperioli, dem Darsteller Christophers, geschrieben wurde. Er schrieb später etliche Folgen für die Serie.
- Es ist die erste von vier Episoden, die von Henry Bronchtein geschrieben wurde. Er erhielt eine Nominierung für den Directors Guild of America.[1]

## Musik
- Otis Reddings Song „My Lover’s Prayer“ wird während der Episode and an deren Abspann gespielt.